# Хопкинс, Мириам
Э́ллен Ми́риам Хо́пкинс (англ. Ellen Miriam Hopkins; 18 октября 1902, Саванна, Джорджия — 9 октября 1972, Нью-Йорк) — американская актриса, популярная в 1930-е годы.

## Биография
Мириам родилась 18 октября 1902 года в городе Саванна (штат Джорджия) в состоятельной семье. Получив хорошее образование, в юности она серьёзно занималась танцами, но на первых же ученических гастролях повредила лодыжку и не смогла продолжать карьеру танцовщицы.
В 1921 году Мириам подалась в Нью-Йорк, на первых порах выступала на Бродвее в качестве хористки и к середине 1920-х сделала неплохую театральную карьеру. В мае 1926 года она вышла замуж за актёра Брендона Питерса и в 1928 году впервые появилась на киноэкране в короткометражке «Домашняя девушка».

### Первые роли
Через два года студия «Paramount Pictures» подписала с Мириам контракт, и в том же 1930 году она полноценно дебютировала в кино, получив главную роль в комедии «Непостоянная». Она миновала обычную для многих начинающих актрис участь первые годы сниматься на эпизодических ролях в проходных фильмах, и в следующем году снялась сразу в трёх масштабных картинах.
Первым фильмом 1931 года для Мириам стала музыкальная романтическая комедия Эрнста Любича «Улыбающийся лейтенант», где её партнёрами были кинозвезды Морис Шевалье и Клодетт Кольбер. Затем последовали драма «24 часа» и триллер Рубена Мамуляна «Доктор Джекилл и мистер Хайд». В экранизации романа Стивенсона Мириам появилась в роли певички Иви Пирсон.

### Признание

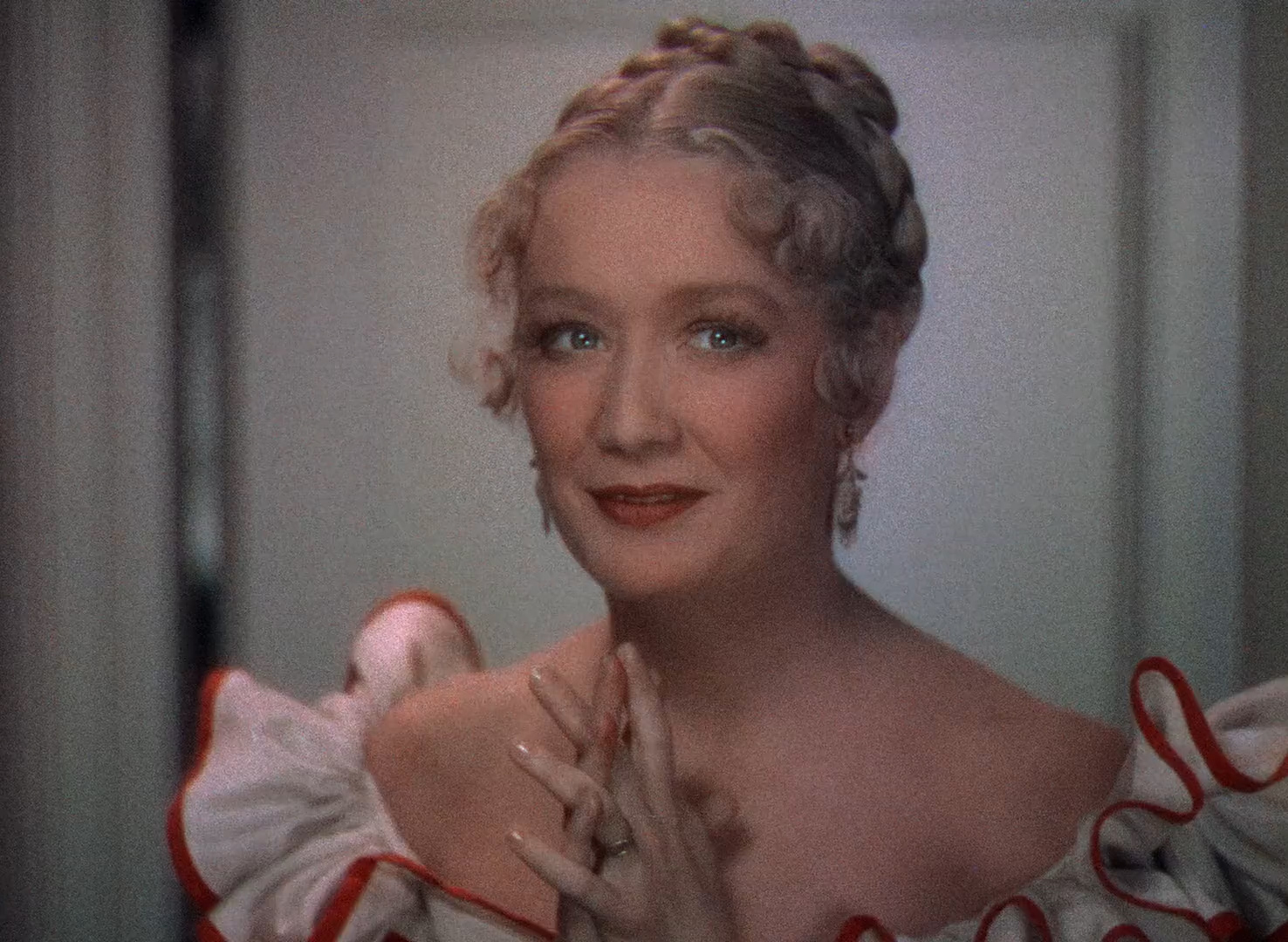
В роли Бекки Шарп в одноимённом фильме (1935)

В июне 1931 года Мириам ушла от Питерса и сочеталась браком со сценаристом Остином Паркером, однако уже через год их союз распался. Первая настоящая слава пришла к актрисе в 1932 году, после того, как она блистательно исполнила роль воровки-карманницы Лили в комедии Любича «Неприятности в раю». В 1933 Любич пригласил Мириам в комедию «Серенада трёх сердец», где помимо неё снялись Гэри Купер и Фредерик Марч, далее последовала роль в драме «История Тэмпл Дрейк» по роману Уильяма Фолкнера «Святилище», и обе эти работы оказались не менее удачными.
Развитие её карьеры достигло апогея в 1935 году, когда Мириам сыграла главную роль в драме «Бекки Шарп» по прославленному роману Теккерея «Ярмарка тщеславия» и получила свою единственную номинацию на премию «Оскар» (её обошла Бетт Дейвис, получив награду за фильм «Опасная»). Далее Мириам перешла на студию «Samuel Goldwyn Productions», и после фильмов «Берег варваров» (1935) и «Эти трое» (1936) её слава начала клониться к закату.

### Закат карьеры
Несмотря на то, что Хопкинс была невероятно гармонична на экране, в жизни она отличалась довольно эгоистичным характером. Известно, что на площадке она вела себя не слишком порядочно по отношению к своим партнёрам, старалась перетянуть на себя акцент в совместных сценах с другими актёрами, требовала для себя более выгодных ракурсов. Все это в конечном итоге испортило её репутацию. В сентябре 1937 года она вышла замуж за режиссёра Анатоля Литвака — киевского эмигранта, сделавшего карьеру в Америке, — и он снял её в фильме «Женщина, которую я люблю».
В те годы удача отвернулась от Мириам. Актрисе все реже предлагали работу (в 1938 году она вообще не снималась), а очередной брак не принёс счастья. В 1939 году она развелась с Литваком и перешла на киностудию «Warner Bros.», однако там её тоже снимали очень редко. После драмы 1943 года «Старое знакомство» — вторая главная роль досталась Бетт Дейвис, и киностудия в рекламных целях распространяла не лишённые основания слухи о склоках между актрисами — Мириам надолго пропала из виду.
В 1945 году она сочеталась четвёртым браком с неким Раймондом Броком (через шесть лет они развелись), а в 1949 году состоялось её возвращение в Голливуд. Мириам сыграла второстепенную роль в мелодраме Уильяма Уайлера «Наследница», но не осталась в тени Оливии де Хэвилленд и Монтгомери Клифта, которые исполнили ведущие роли, и была номинирована на получение премии «Золотой глобус» как лучшая актриса второго плана.
После этого она время от времени появлялась в сериалах на телевидении и очень редко в кино. Последние отблески славы пережила только в 1960-х — в 1961 году появившись в картине «Детский час» с Одри Хепбёрн и в 1966 году сыграв одну из второстепенных ролей в драме «Погоня», где главные роли играли звезды нового поколения Марлон Брандо, Джейн Фонда и Роберт Редфорд.
Мириам Хопкинс скончалась 9 октября 1972 года от сердечного приступа в возрасте 69 лет.

## Интересные факты
- В 1932 году Мириам усыновила ребёнка — мальчика по имени Майкл.
- Вместе с Полетт Годдар актриса претендовала на роль Скарлетт в «Унесённых ветром», но в итоге в фильме с блеском снялась Вивьен Ли.
- Мириам была удостоена двух звёзд на Голливудской аллее славы — за вклад в развитие кинематографа и работы на телевидении.
- Мужем М. Хопкинс был известный режиссёр и кинопродюсер, выходец из Российской империи еврейского происхождения Анатоль Литвак.
- Х. Л. Борхес: «Грета Гарбо уникальна. Я был также влюблён в Кэтрин Хепбёрн и в актрису, о которой забыли, в Мириам Хопкинс»[4].

## Фильмография
| Год  | На русском                   | На языке оригинала            | Роль                  |
| 1969 | Жестокое вторжение           | Savage Intruder               | Кэтрин Паккард        |
| 1966 | Погоня                       | The Chase                     | Миссис Ривз           |
| 1964 | Фанни Хилл                   | Fanny Hill                    | Миссис Мод Браун      |
| 1961 | Детский час                  | The Children’s Hour           | Миссис Лили Мортар    |
| 1952 | Сестра Керри                 | Carrie                        | Джули Херствуд        |
| 1952 |                              | The Outcasts of Poker Flat    | Герцогиня             |
| 1951 | Брачный сезон                | The Mating Season             | Фрэн Карлтон          |
| 1949 | Наследница                   | The Heiress                   | Лавиния Пеннимен      |
| 1943 | Верная подруга               | Old Acquaintance              | Милли Дрейк           |
| 1942 |                              | A Gentleman After Dark        | Фло Мелтон            |
| 1940 | Вирджиния-сити               | Virginia City                 | Джулия Хейн           |
| 1940 | Рыжеволосая леди             | Lady with Red Hair            | Миссис Лесли Картер   |
| 1939 | Старая дева                  | The Old Maid                  | Делия Ловелл Ральстон |
| 1937 | Умница                       | Wise Girl                     | Сюзи Флетчер          |
| 1937 | Женщина преследует мужчину   | Woman Chases Man              | Вирджиния Трэвис      |
| 1937 | Женщина, которую я люблю     | The Woman I Love              | Мадам Элен Мори       |
| 1936 | Люди — не боги               | Men Are Not Gods              | Энн Уильямс           |
| 1936 | Эти трое                     | These Three                   | Марта Доби            |
| 1935 | Роскошная жизнь              | Splendor                      | Филлис Лорримор       |
| 1935 | Берег варваров               | Barbary Coast                 | Мэри Ратледж          |
| 1935 | Бекки Шарп                   | Becky Sharp                   | Бекки Шарп            |
| 1934 | Самая богатая девушка в мире | The Richest Girl in the World | Дороти Хантер         |
| 1934 | Не любит                     | She Loves Me Not              | Кудряшка Флагг        |
| 1934 | Всё обо мне                  | All of Me                     | Лидия Дарроу          |
| 1933 | Серенада трёх сердец         | Design for Living             | Гильда Фаррелл        |
| 1933 | Возвращение незнакомца       | The Stranger’s Return         | Луиза Старр           |
| 1933 | История Тэмпл Дрейк          | The Story of Temple Drake     | Тэмпл Дрейк           |
| 1932 | Неприятности в раю           | Trouble in Paradise           | Лили                  |
| 1932 | Мир и плоть                  | World and the Flesh           | Мария Яская           |
| 1932 | Танцующие в темноте          | Dancers in the Dark           | Глория Бишоп          |
| 1932 | Два сорта женщины            | Two Kinds of Women            | Эмма Крулл            |
| 1931 | Доктор Джекилл и мистер Хайд | Dr. Jekyll and Mr. Hyde       | Иви Пирсон            |
| 1931 | 24 часа                      | 24 Hours                      | Рози Дугган           |
| 1931 | Улыбающийся лейтенант        | The Smiling Lieutenant        | Принцесса Анна        |
| 1930 | Без царя в голове            | Fast and Loose                | Марион Ленокс         |
| 1928 | Домашняя девушка             | The Home Girl                 | ?                     |

## Номинации
- 1936 Премия «Оскар» — лучшая актриса (за фильм «Бекки Шарп»)
- 1950 Премия «Золотой глобус» — лучшая актриса второго плана (за фильм «Наследница»)